# مير عمر
مير عمر هي قرية في مقاطعة خوي، إيران. عدد سكان هذه القرية هو 1,114 في سنة 2006.